# Navarrai Beatrix la marche-i grófné
Navarrai Beatrix (Navarra, 1388/89 – 1410), franciául: Béatrice de Navarre, occitánul: Beatritz de Navarra, baszkul: Beatriz Nafarroakoa, spanyolul: Beatriz de Navarra, születése jogán navarrai királyi hercegnő (infánsnő), a házassága rávén la Marche és Castres grófnéja, Bourbon Sarolta ciprusi királyné sógornője és I. (Évreux-i) Blanka navarrai királynő húga. A Navarrai Királyságban 1402-től haláláig néhány hónapot leszámtva a 3. helyet töltötte be a trónöröklési sorrendben. A Capeting-ház évreux-i ágának a tagja.

## Élete
Édesapja III. (Nemes) Károly navarrai király, édesanyja Trastamara Eleonóra kasztíliai királyi hercegnő (infánsnő). Szülei házasságából hosszú ideig csak lánygyermekek születtek. 1390-ig, amikor Eleonóra királyné elhagyta a férjét, valamint a navarrai udvart, és leányaival a szülőhazájába, Kasztíliába távozott, a navarrai királyi párnak öt lánya született. A későbbi királynő, Blanka negyedik gyermekként jött a világra. Blanka három nővére közül csak a legidősebb, Johanna (1382–1413) érte meg a felnőttkort, Blanka két fiatalabb nővére, Mária és Margit kisgyermekkorban meghalt. Az ötödik leány Beatrix hercegnő volt, aki még 1390 előtt született. Eleonóra királyné végül 1395 februárjában hagyta el szülőhazáját, és tért vissza lányaival Navarrába.
1402. december 3-án az öccse, Lajos herceg halálával Olitében hivatalosan is Beatrix idősebb nővérét, Johanna hercegnőt nevezték meg Navarra trónörökösének, a második helyet fiatalabb nővére, Blanka foglalta el, míg Beatrix került a harmadik helyre. Ez a sorrend Beatrix számára csak 1406. december 17./19. és 1407. augusztusa közötti időszakban változott, mikor Blankának mint Szicília királynéjának a kisfia, Márton szicíliai királyi herceg foglalta el a 3. helyet a navarrai trónöröklésben.
1406. szeptember 14-én Pamplonában házasodott össze Bourbon Jakab la marche-i gróffal, I. (Bourbon) Jánosnak, La Marche grófjának és I. Katalin, Vendôme és Castres grófnőjének az elsőszülött fiával. Jakab húgát, Saroltát 1409-ben eljegyezték I. Janus ciprusi királlyal, és 1411-től ciprusi királyné lett. Három leányuk született. Beatrix a harmadik gyermekük, Mária szülésébe halt bele 1410-ben. Legidősebb lánya, Eleonóra ekkor átvette az anyja 3. helyét a navarrai trónöröklési rendben, sőt 1413-ban a nagynénjének, Beatrix idősebb nővérének, Johannának a halálakor a második helyre került, egészen addig, amíg a navarrai trónörökössé előlépett Blanka meg nem szülte a második, ezúttal már életképes fiát, Károly vianai herceget 1421-ben. Ettől kezdve Beatrix lányainak a trónöröklési esélyei egyre kisebbé váltak, hiszen Blanka újabb gyermekeket hozott a világra, és az ő utódai folytatták a navarrai királyi vonalat.
Beatrix halála után a néhány évig özvegyen élő Jakab az I. (Durazzói) László halálával nápolyi királynővé vált szintén özvegy, de még gyermektelen, II. Johannát vette el feleségül 1415. augusztus 10-én Nápolyban, és nyerte el a királyi címet.

## Gyermekei
- Férjétől, Bourbon Jakabtól (1370–1438), La Marche grófjától, 3 leány:
  - Eleonóra (1407–1463), a navarrai korona várományosa, a 2. a trónöröklési sorban 1413-tól 1421-ig, la Marche grófnője, 1461-től Nemours hercegnője, férje Armagnaci Bernát (1400–1462), Nemours hercege, Pardiac grófja, 2 gyermek, többek között:
    - Armagnaci Jakab (1437–1477), Nemours hercege, Castres grófja, felesége Anjou Lujza (1445–1470), Maine grófnője, 6 gyermek

  - Izabella (1408–1445 után) apáca Besançonban
  - Mária (1410–1445 után) apáca Amiens-ben